# 알패스
알패스(ALPass)는 이스트소프트가 개발한 소프트웨어의 하나로, 가입제 커뮤니티·포털 사이트에서 사용하는 ID와 암호를 기억했다가 해당 사이트를 재 방문시 그 정보를 기억하고 로그인 창에 자동으로 ID와 비밀번호를 입력시켜 주는 프로그램이다. 2012년 4월 4일 서비스가 종료되었다. 알툴바 알패스 기능으로 알패스 데이터를 사용할 수 있다.